# Candido Vitali

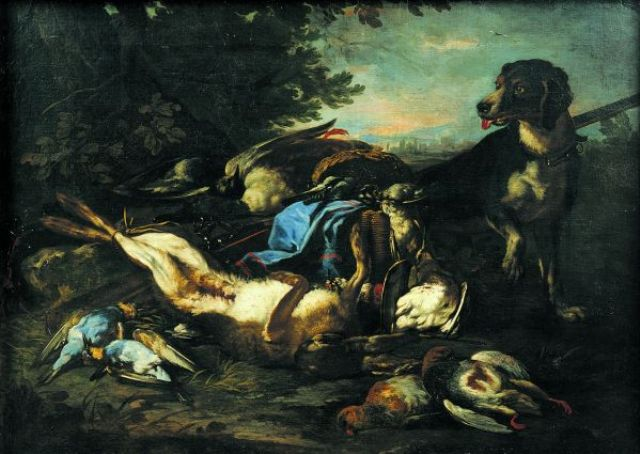
Trofeos de caza y perro.

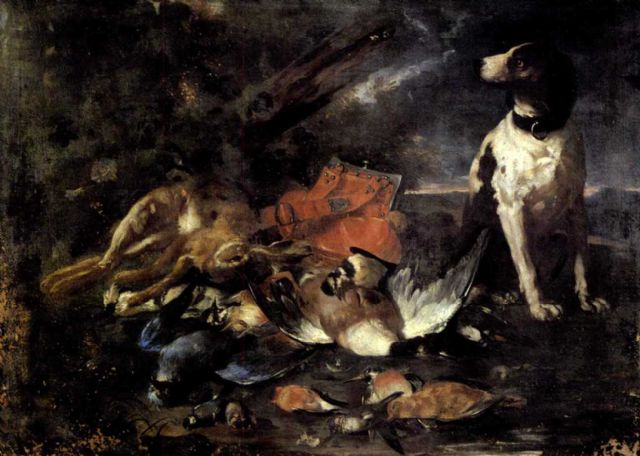
Trofeos de caza y perro.

Candido Vitali (Bolonia, 8 de septiembre de 1680 - 1753) fue un pintor italiano activo durante el último Barroco.

## Biografía
Nacido en Bolonia, estudió en un principio con Lorenzo Pasinelli, para pasar posteriormente al taller que en Forli tenía Carlo Cignani. Una vez independizado, volvió a su ciudad natal y se especializó en cuadros de género, sobre todo naturalezas muertas con animales, pájaros, flores y frutos. Fue un artista muy apreciado en su época; sus figuras de animales eran consideradas de las más bellas entre los coleccionistas, que compraron con fruición sus obras, tanto en Italia como en el resto de Europa.
Murió a edad avanzada en Bolonia, según Malvasia aquejado de «male d'orina».